# Агапит (Зимаев)
Митрополи́т Ага́пит (в миру Оле́г Алекса́ндрович Зима́ев; род. 23 января 1961, Калинин) — епископ Православной российской церкви (Кириака), митрополит Тверской и Бежецкий.

## Биография
Родился 23 января 1961 года в Пятигорске.
Крещение принял в детстве, крещение было совершено полным погружением.
Служил по призыву в рядах Советской армии, по возвращении из которой учился в Московской духовной семинарии.
Епископом Тверским и Кашинским Виктором (Олейником) был хиротонисан во диакона в состоянии целибата, а позднее — в сан пресвитера, после чего был направлен на должность настоятеля православного прихода в селе Поречье Бежецкого района. С конца 1980-х по 1995 год служил в Спасо-Георгиевской церкви в селе Млёве.
Позднее был переведён в храм великомученицы Параскевы Пятницы в селе Мартынове Краснохолмского района, где прослужил пятнадцать лет, получив сан протоиерея. Замещал отсутствовавших священников на многих приходах. За употребление русского языка в Богослужении подвергся осуждению церковным начальством, в результате чего в начале 2005 г. покинул Тверскую епархию, а в 2006 г. был запрещён в священнослужении в Русской православной церкви.
В 1997 году митрополит Православной российской церкви (Кириака) Кириак (Темерциди) постриг его в монашество (сделав игуменом) с именем Агапит, а 2005 году принял в клир своей церкви.

### Архиерейство
26 июня 2005 года игумен Агапит (Зимаев) был хиротонисан во епископа Тверского и Бежецкого. Хиротонию совершили: митрополит Пятигорский и Южно-Российский Кириак (Темерциди), митрополит Нижегородский и Арзамасский Павел (Зинкевич), епископ Кемницкий и Турчанский Максим (Однорал) в юрисдикции (ВЦУ ПРЦ) митрополита Арсения (Киселёва).
5 августа 2007 года возведён в достоинство митрополита.
Дал своё согласие на хиротонию во «епископа Рязанского и Тумского» для старообрядческой «Древлеправославной церкви Христовой» инока Алимпия (Вербицкого). Саму хиротонию во епископа совершили 7 июля 2010 года митрополит Кириак (Темерциди) и «епископ Чеховский и Ковровский» Макарий (Мамонтов).
С 24 августа 2016 года — управляющий делами Синода Православной российской церкви.
Проживает в селе Мартынове Краснохолмского района Тверской области, где в сентябре 2016 года, во время похорон на местном кладбище митрополита Кириака (Темерциди) вступил в конфликт с клириком Тверской епархии Русской православной церкви священником Олегом Филипповым, который пытался помешать проводимому захоронению. Спустя некоторое время митрополит Агапит пытался остричь у священника Филиппова волосы на голове, оцарапав его, в связи с чем ОД МО МВД России «Краснохолмский», было возбуждено дело, по итогам рассмотрения которого  Краснохолмским судом Тверской области судом митрополит Агапит был полностью оправдан.
31 октября 2018 года митрополит Агапит принял участие в хиротонии епископа Сочинского и Южно-Российского Антония (Поповича) и Освященном соборе Соборной православной апостольской церкви (СПАЦ).
8 ноября 2019 года митрополит Агапит возглавил хиротонию древлеправославного епископа Керженского Сергия (Камышникова) для Керженского согласия, находящейся в евхаристическом общении с Соборной православной апостольской церквью.
9 июня 2020 года митрополит Тверской и Бежецкий Агапит (Зимаев), митрополит Херсонесский и Таврический Михаил (Тюнин) и архиепископ Архангельский и Благовещенский Арсений (Мосейков) рукоположили в сан епископа Ковровского и Камешковского архимандрита Адриана (Брагина), для Старостильной православной церкви (греческого обряда).
Митрополит Агапит имеет линию преемства по 3 каноническим линиям: Грузинский Патриархат, РПЦЗ и  УАПЦ.  Совершенные им хиротонии признаются в большинстве православных церковных общин.